# Єзьоркі-Коштовські
Єзьоркі-Коштовські (пол. Jeziorki Kosztowskie, нім. Schönsee, Kreis Wirsitz) — село в Польщі, у гміні Висока Пільського повіту Великопольського воєводства.
Населення — 404 особи (2011).
У 1975-1998 роках село належало до Пільського воєводства.

## Демографія
Демографічна структура станом на 31 березня 2011 року:
|          | Загалом | Допрацездатний вік | Працездатний вік | Постпрацездатний вік |
| -------- | ------- | ------------------ | ---------------- | -------------------- |
| Чоловіки | 200     | 37                 | 142              | 21                   |
| Жінки    | 204     | 40                 | 125              | 39                   |
| Разом    | 404     | 77                 | 267              | 60                   |